# ایلسانمی آدسیدا
ایلسانمی آدسیدا (انگلیسی: Ilesanmi Adesida؛ زاده ۶ مارس ۱۹۴۹) یک فیزیک‌دان و مهندس برق اهل ایالات متحده آمریکا است.